# 八尾市立大正小学校
八尾市立大正小学校（やおしりつ たいしょうしょうがっこう）は、大阪府八尾市にある公立小学校。
地域にあった2小学校を統合し、1922年（大正11年）に当時の中河内郡大正村に創立した。開校当初の敷地は大正飛行場（現在の八尾空港）の拡張用地として転用されたため、1943年（昭和18年）に現在地に移転している。

## 沿革
- 1922年（大正11年）3月30日 - 太田尋常小学校と三木本尋常小学校が合併し、中河内郡大正尋常高等小学校として創立。
- 1922年（大正11年）6月10日 - 校舎完成。この日を創立記念日とする。
- 1934年（昭和9年）9月21日 - 室戸台風の暴風雨により木造校舎倒壊[1]。
- 1941年（昭和16年）4月1日 - 国民学校令により、中河内郡大正国民学校に改称。
- 1943年（昭和18年）3月26日 - 現在地に移転。
- 1947年（昭和22年）4月1日 - 学制改革により、大阪府中河内郡大正村立小学校に改称。
- 1948年（昭和23年）4月1日 - 大正村など5町村合併で八尾市が発足したことに伴い、八尾市立大正小学校に改称。
- 1950年（昭和25年）9月3日 - ジェーン台風で校舎被害。
- 1961年（昭和36年）9月16日 - 第2室戸台風で校舎被害。
- 1969年（昭和44年）12月13日 - 火災により校舎全焼。
- 1988年（平成元年）4月1日 - 従来の校区の一部を、新設の八尾市立大正北小学校校区へ分離。

## 通学区域
- 八尾市 若林町、太田、沼、太田新町の全域、および西弓削の一部[2]。
- 藤井寺市 小山7丁目の一部、および川北1丁目の一部。（藤井寺市が八尾市に教育事務委託）[3]

卒業生は八尾市立大正中学校に進学する。

## 交通
- Osaka Metro谷町線 八尾南駅 東へ約1km。
- 近鉄バス70番・近鉄八尾駅 - 藤井寺駅「大正小学校前」下車。